# Harapan Jaya (Rimba Melintang)
Harapan Jaya is een bestuurslaag in het regentschap Rokan Hilir van de provincie Riau, Indonesië. Harapan Jaya telt 823 inwoners (volkstelling 2010).